# Зернобобовые культуры
Зернобобо́вые культу́ры (зерновы́е бобовые культуры) — группа растений порядка Бобовые, возделываемых ради плодов, являющихся продуктами питания.
Группа «зернобобовые» ограничена теми культурами, плоды которых собирают исключительно в целях использования сухих зёрен. Зернобобовыми не являются овощные бобовые культуры (например, зелёный горошек и стручковая фасоль), а также бобовые растения, плоды которых используются для извлечения растительного масла (например, соя и арахис) и для кормовых целей (например, клевер и люцерна)[уточнить].
Зернобобовые, так же как и продукты из них, распространены во всём мире. Часто употребляются в азиатских (японская, китайская, индийская кухня) и вегетарианских блюдах.
На долю зернобобовых в мире приходится 13 % посевных площадей от всех зерновых культур. В России основной зернобобовой культурой является горох, занимая около 80 % площадей всех зернобобовых культур.

## Зернобобовые культуры
Продовольственная и сельскохозяйственная организация ООН (ФАО) приводит следующую классификацию зернобобовых:
1. Сушёная фасоль (Phaseolus spp.)
  - Фасоль обыкновенная (Phaseolus vulgaris)
  - Фасоль луновидная (Phaseolus lunatus)
  - Фасоль огненно-красная (Phaseolus coccineus)
  - Фасоль остролистная (Phaseolus acutifolius)
2. Сушёная вигна (Vigna spp.)
  - Адзуки (Vigna angularis)
  - Бобы мунг (Vigna radiata)
  - Урд (Vigna mungo)
  - Ricebean (Vigna umbellata)
  - Moth bean (Vigna aconitifolia)
  - Бамбарский земляной орех (Vigna subterranea)
  - Коровий горох (Vigna unguiculata)
3. Сушёный горох (Pisum spp.)
  - Горох посевной (Pisum sativum var. sativum)
  - Protein pea (Pisum sativum var. arvense)
4. Нут (Cicer arietinum)
5. Голубиный горох (Cajanus cajan)
6. Чечевица пищевая (Lens culinaris)
7. Горошек (Vicia)
  - Боб садовый (Vicia faba)
    - Horse bean (Vicia faba equina)
    - Broad bean (Vicia faba)
    - Field bean (Vicia faba)

  - Вика посевная (Vicia sativa)
8. Люпин (Lupinus spp.)
9. Второстепенные зернобобовые включают:
  - Лобия (Lablab purpureus)
  - Канавалия мечевидная (Canavalia ensiformis), sword bean (Canavalia gladiata)
  - Крылатые бобы (Psophocarpus tetragonolobus)
  - Мукуна жгучая (Mucuna pruriens var. utilis)
  - Хикама (Pachyrhizus erosus)

## Производство и экспорт зернобобовых культур
Спрос на здоровую еду и продукты питания, при производстве которых ущерб экологии минимизирован, растет. Мировой рынок мяса в 2020 году оценивается в $1,7 трлн, а альтернативного протеина лишь $2,2 млрд. По расчетам Financial Times, через 15 лет рынок мяса, выращенного на протеине растительного происхождения, может достичь $100 млрд. Замена традиционным мясным продуктам – одно из основных направлений агротехнологического прорыва.
За сезон-2018/19 Россия и Украина совместно экспортировали 1,45 млн тонн гороха. Основные покупатели (в порядке уменьшения объема закупок) — это Европа, Индия и Турция. За 2019/20 МГ объем экспорта составил 1 млн тонн. Основные покупатели изменились – это Индия, Пакистан и Европа.
Посевные площади под бобовыми в Канаде в 2020 году сокращены на 6% по сравнению с 2019 годом и составляют порядка 3,5 млн га, что обусловлено интересом фермеров к выращиванию масличных культур. Урожай основных бобовых культур (нут, горох, конские бобы, чечевица и люпин) в Австралии ориентировочно составит 2,28 млн тонн, что на 23% ниже урожая 2020 года (2,96 млн тонн). По сравнению с 2020 годом посевные площади нута увеличены на 11% и составляют 565 тыс. га, посевные площади гороха увеличены на 14% – до 238 тыс. га, в то время как посевные площади под другими культурами сокращены.
В 2020 году урожай зернобобовых культур в России составил 2,7 млн тонн. Идет рост посевных площадей и урожая гороха. По нуту сокращение посевных площадей и урожая, начиная с 620 тыс. тонн в 2018 году до 290 тыс. тонн в 2020 году (вызвано это падением цен на нут с пика в $1100–1200 в 2017 году). Производство чечевицы в России идентично нуту: падение урожая со 195 тыс. тонн в 2018 году до 116 тыс. тонн в 2020 году..
По данным ФАО, в 2020 году в мире было произведено 92 млн тонн зернобобовых культур, а глобальное среднедушевое потребление составляло примерно 8 кг/чел. в год. К 2030 году прогнозируется рост показателя до 9,1 кг/чел. Мировой импорт зернобобовых культур в 2020 году увеличился на 19% до 12 млрд долл., следует из статистики ITC Trade Map. Крупнейшими импортерами являлись Индия (1,6 млрд долл.), Китай (1,1 млрд долл.) и Пакистан (655 млн долл.), экспортерами – Канада (3,2 млрд долл.), Мьянма (1,2 млрд долл.) и США (934 млн долл.). Россия входила в топ-10 экспортеров с долей 2,7%.
в 2021 году производство зернобобовых в России достигло 3,84 млн тонн. Экспорт зернобобовых 1,6 млн тонн (+38% к 2020) на $693 млн (+97%). Экспорт сушеного гороха 1,2 млн тонн (+64%) и в 2,2 раза до 378 млн долл. в денежном. Экспорт сушеного нута увеличился на 44% до $193 млн, чечевицы – в 2,8 раза до $119 млн. Основные импортеры - Турция, Пакистан, Бангладеш, Италия и Латвия .
Производство зернобобовых культур в России в 2021 году увеличилось до 3,8 млн тонн (+11,4% к 2020). В том числе гороха собрано 3,2 млн тонн(+16%). В 2021 году посевные площади гороха 1,445 млн га. Экспорт гороха в 2021 году вырос почти вдвое относительно 2019 года достигнув 1,17 млн тонн. (+10%).

## Международный год зернобобовых
На 68-й сессии Генеральной Ассамблеи ООН 2016 год был провозглашён Международным годом зернобобовых.
Продовольственной и сельскохозяйственной Организации Объединённых Наций (ФАО) было поручено содействовать проведению Международного года зернобобовых в сотрудничестве с правительствами, соответствующими организациями, включая неправительственные, и другими заинтересованными сторонами.
Международный год зернобобовых проводится с целью повышения осведомлённости общественности о питательной ценности зернобобовых культур в рамках устойчивого производства продовольствия, направленного на обеспечение продовольственной безопасности и питания. Проведение такого года поможет более эффективному использованию белков, получаемых из зернобобовых культур, совершенствованию севооборота, увеличению мирового производства и решению проблем торговли зернобобовыми культурами.
Конкретные цели Международного года зернобобовых:
- Повысить степень информированности общества о важной роли зернобобовых в устойчивом производстве продовольствия и здоровом питании, об их вкладе в обеспечение продовольственной безопасности и питания.
- Донести информацию о ценности и способах использования зернобобовых культур в рамках продовольственной системы, их пользе для плодородия почв и для борьбы с изменением климата, а также для искоренения недоедания.
- Поощрять взаимодействие во всей продовольственной цепи для дальнейшего глобального производства зернобобовых, содействовать расширению научных исследований, совершенствовать севооборот и решать проблемы торговли зернобобовыми культурами.

В новом руководстве ФАО «Сохранить и приумножить на практике» подчеркивается важная роль зернобобовых в севооборотах и при совмещении культур. Включая зернобобовые в севооборот (чередование различных культур на одном участке земли) или используя их в качестве совмещенных культур (совместное выращивание двух или более культур), фермеры добиваются повышения урожайности зерновых — например, кукурузы и пшеницы, — и улучшения плодородия почв.